# Dimlicht

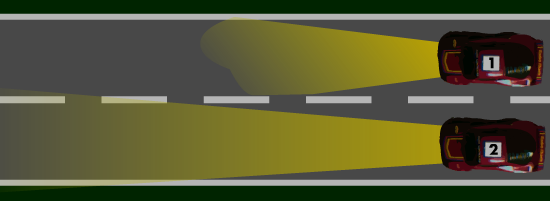
Auto 1 rijdt met dimlicht, auto 2 met groot licht

Een dimlicht of kruislicht is het schuin naar beneden gerichte licht dat uitgestraald kan worden door de koplamp(en) van een voertuig. Anders dan bij groot licht is de lichtbundel ervan niet verblindend voor medeweggebruikers. 
Het is in Nederland en België verplicht dimlicht te voeren: 's nachts, in tunnels en overdag als het zicht wordt belemmerd door mist, sneeuwval, hagel of regen.
Samen met het dimlicht moet altijd stadslicht gevoerd worden, ook dienen gelijktijdig de kentekenplaatverlichting en achterlicht(en) te branden (dit alles gebeurt doorgaans automatisch).
achterlicht · achteruitrijlicht · contourverlichting · dagrijverlichting · dimlicht · fietsverlichting · groot licht · kentekenplaatverlichting · koplamp · mistlamp · remlicht · richtingaanwijzer · waarschuwingsknipperlicht · stadslicht · verstraler · zijmarkeringslicht · zwaailicht